# Duppach
Duppach est une municipalité du Verbandsgemeinde Gerolstein, dans l'arrondissement de Vulkaneifel, en Rhénanie-Palatinat, dans l'ouest de l'Allemagne.